# Resolutie 312 Veiligheidsraad Verenigde Naties
Resolutie 312 van de Veiligheidsraad van de Verenigde Naties was de laatste van vier VN-resoluties die op op 4 februari 1972 werden aangenomen door de VN-Veiligheidsraad gedurende diens vergaderingen in Afrika. Negen leden van de Veiligheidsraad keurden de resolutie goed. Argentinië, België, Frankrijk, Italië, het Verenigd Koninkrijk en de Verenigde Staten onthielden zich.
De resolutie riep Portugal op om zijn koloniën op het Afrikaanse continent onafhankelijkheid te verlenen.

## Achtergrond
Toen na de Tweede Wereldoorlog de dekolonisatie van Afrika op gang kwam, ontstonden ook in de Portugese koloniën op het continent onafhankelijkheidsbewegingen. In tegenstelling tot andere Europese landen voerde het dictatoriale regime dat Portugal destijds kende dertien jaar lang oorlog in Angola, Guinee-Bissau, Kaapverdië en Mozambique. Behalve in Guinee-Bissau kon het Portugese leger overal de bovenhand halen, maar de oorlog kostte handenvol geld en het land raakte internationaal geïsoleerd. Pas toen de Anjerrevolutie in 1974 een einde maakte aan de dictatuur, werden ook de koloniën als laatsten in Afrika onafhankelijk.

## Inhoud
De Veiligheidsraad nam akte van een verklaring van de voorzitter van het Speciaal Comité in verband met de uitvoering van de Verklaring van Onafhankelijkheidsverlening aan Gekoloniseerde Landen en Volken uit 1960, die bepaalde dat kolonies onafhankelijk moesten worden en volkeren vrijheid moesten krijgen. De Raad erkende de legitimiteit van de strijd van vrijheidsbewegingen in Angola, Mozambique en Guinee-Bissau. Portugal bleef de wens tot zelfbeschikking en onafhankelijkheid van de Afrikaanse bevolking in deze koloniën echter onderdrukken. Het land zou daarbij ook chemische wapens gebruikt hebben. Het Portugese leger had ook herhaaldelijk de soevereiniteit van onafhankelijke Afrikaanse landen naast zijn kolonies geschonden. Het land kreeg daarenboven steun van de blanke apartheidsregimes in met name Zuid-Afrika en Zuid-Rhodesië.
Portugal werd opgeroepen om onmiddellijk het recht op zelfbeschikking en onafhankelijkheid van de bevolking in haar territoria te erkennen en de koloniale oorlog en onderdrukking te stoppen. Ook moest men amnestie verlenen aan politiek gevangenen, de democratie er herstellen en de macht overdragen aan vrij verkozen vertegenwoordigers van het volk. Het land werd tevens opnieuw opgeroepen de soevereiniteit van andere Afrikaanse landen niet meer te schenden, terwijl andere landen werden opgeroepen Portugal niet te helpen door bijvoorbeeld wapens te leveren.

## Verwante resoluties
- Resolutie 295 Veiligheidsraad Verenigde Naties
- Resolutie 302 Veiligheidsraad Verenigde Naties
- Resolutie 321 Veiligheidsraad Verenigde Naties
- Resolutie 322 Veiligheidsraad Verenigde Naties

Lijst ·  308 ·  309 ·  310 ·  311 ·  312 ·  313 ·  314 ·  315 ·  316 ·  317 ·  318 ·  319 ·  320 ·  321 ·  322 ·  323 ·  324